# پشت دیوارهای بلند
پشت دیوارهای بلند، نام کتابی نوشتهٔ آذر آریان‌پور است. این کتاب خاطرات زندگی آذر آرین‌پور از ابتدای کودکی تا چند سال بعد از انقلاب اسلامی به ویژه زندگی مشترک با شجاع‌الدین شیخ‌الاسلام‌زاده آخرین وزیر بهداری و بهزیستی دوران نخست‌وزیری هویدا است.
«در اواسط تابستان، مادرم با تأسف فوت خاله بزرگم، مهین بانو بهجت‌السلطنه را به من اطلاع داد. او مانند پدر و مادر خود، شخصیتی بارز داشت.  پدرش عبدالحسین ملک‌المورخین سپهر، نوادهٔ لسان‌الملک، مؤلف تاریخ بزرگ جهان موسوم به ناسخ‌التواریخ بود و گذشته از خدمات خود در عرصهٔ ادب و تاریخ، در جنبش مشروطیت ایران صادقانه مبارزه کرده بود. همسر او یعنی مادربزرگ من، حمیده بانو کلانتر ضرابی که زنی با فرهنگ بود و شعرهای اجتماعی می‌سرود، صاحب سه پسر و شش دختر شد. میهن بانو ملقب به بهجت‌السلطنه فرزند ارشد بود و مادر من فرزند ماقبل آخر. ملک‌المورخین به اقتضای اندیشهٔ روشن خود، بهجت‌السلطنه و بزرگترین پسر خود را برای تحصیل به امریکا فرستاد. وی به عنوان نخستین بانوی ایرانی تحصیلکرده در امریکا به ایران بازگشت و دست به خدمات عام‌المنفعه زد... این دو خواهر در جنبش ملی شدن نفت ایران در جبهه ملی به سهم خود فعال بودند» . (پشت دیوارهای بلند. صفحه ۳۱۰)

## چهره‌های سرشناس
ملک‌المورخین سپهر (میرزا عبدالحسین خان لسان السلطنه سپهر)

## دیگر آثار
Simurgh: A Journey in Search of the Truth.
ترانه‌هایی از چهارگوشه‌ی جهان